# De Bruyn (Harmelen)

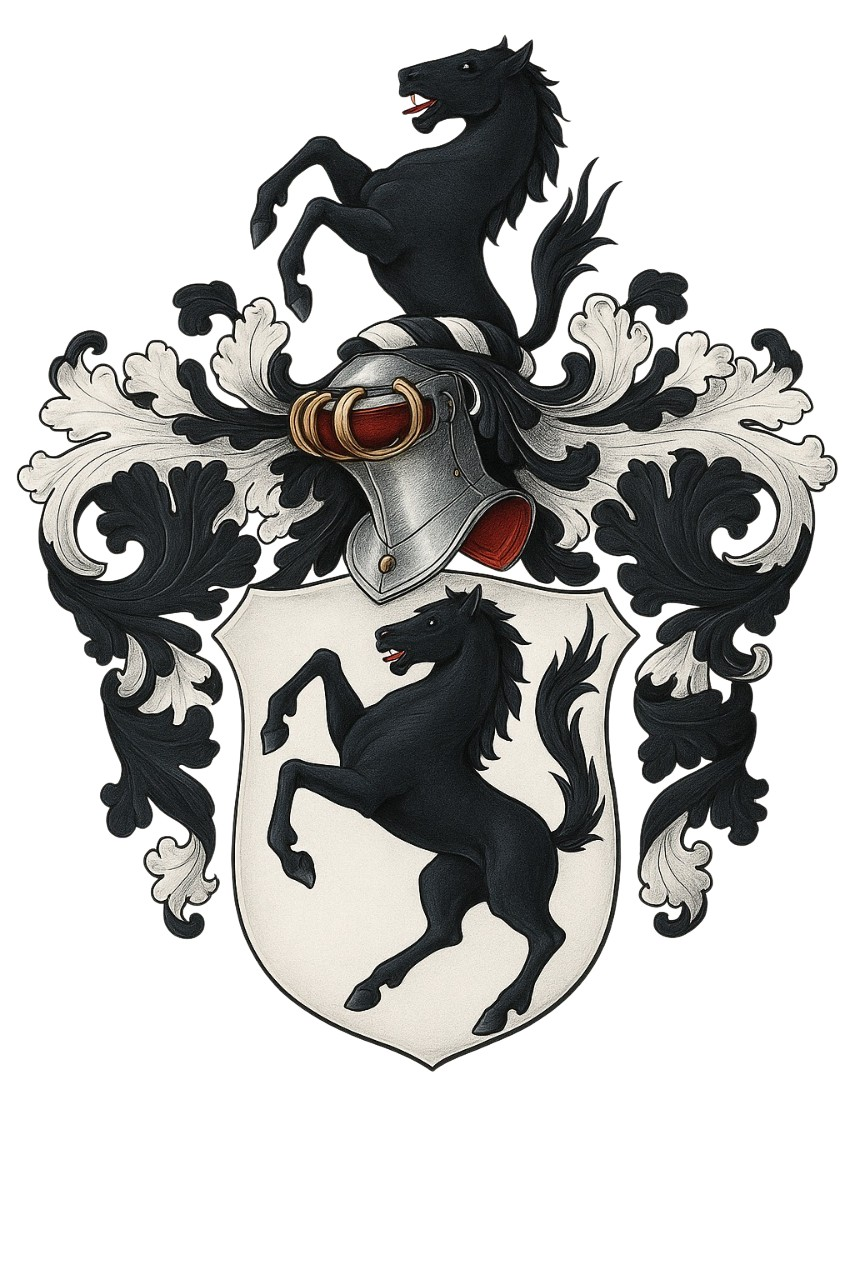
Familiewapen van de Bruyn. Wapen: In zilver een steigerend zwart paard. Helmteeken: het paard uitkomend. Dekkleeden: Zilver en zwart."

de Bruyn (ook: de Bruijn en van Dobben de Bruijn) is een Nederlands patriciërsgeslacht dat vooral bestuurders in de provincie Utrecht en Zuid-Holland leverde.

## Geschiedenis
De stamreeks van de in het Nederland's Patriciaat opgenomen familietak neemt als stamvader Dirck de Bruijn die in Harmelen op 8 Januari 1702 werd gedoopt. Dirck de Bruijn was schipper, koopman, schepen van Harmelen, Haanwijk en Bijleveld (1759 - '62), kerkmeester. ald., en schout van Spengen (1766). Het de Bruyn familiewapen werd door Dirck de Bruyn gevoerd als schepen van Harmelen.
De vader en grootvader van Dirck de Bruijn staan bekend als Maerten Jansz. de Bruijn en Jan Maertensz. de Bruijn eveneens schipper, koopman en schepen van Harmelen, Harmelerwaard, Haanwijk en Bijleveld, (1689 - '92). Gedurende de 18e eeuw bevond het geslacht de Bruyn zich voornamelijk in de regio Utrecht (Kockengen, Linschoten, Harmelen etc.) waarna enkele telgen zich verplaatst hebben richting Amsterdam en Arnhem.

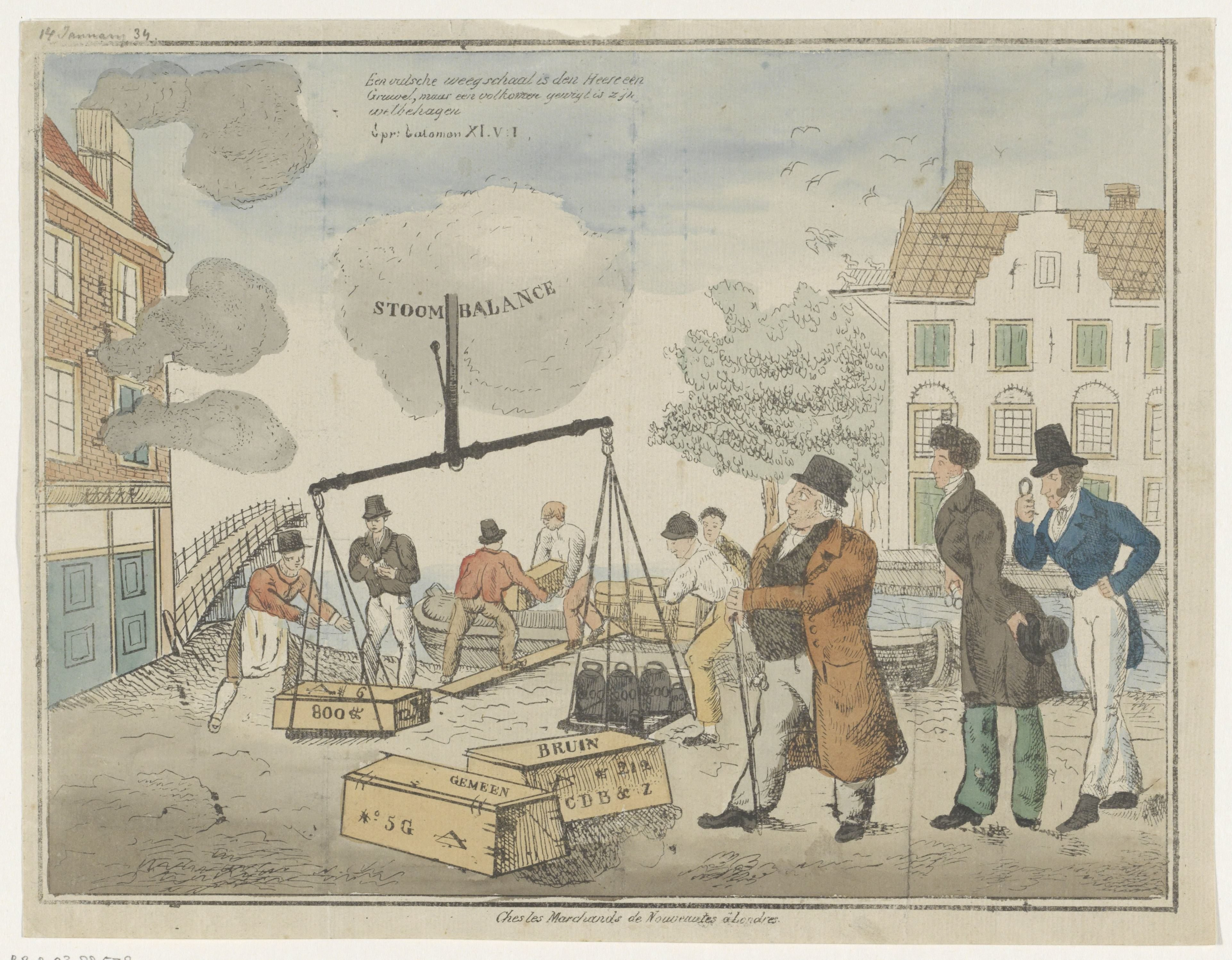
Spotprent op het bedrog van de firma C. de Bruyn & Zonen, 1834.

Een van de telgen in Amsterdam was Cornelis de Bruyn, lid van de firma de Bruyn & Zn. dat als een van de eersten in 1831 stoom suikerraffinaderijen uitbuitte en van wie een spotprent in het Rijksmuseum ligt. In 1846 waren vier raffinaderijen op o.a. Bolwerk Osdorp en de Lijnbaansgracht in Amsterdam in handen van zonen, Christiaan Hendrik, Martinus, en Adriaan. In de zomer van 1847 zijn de raffinaderijen ondergebracht bij de NV Nederlandsche Suikerraffinaderij waar de gebroeders de Bruyn tot 1857 aanbleven als directeuren. Ook hebben de gebroeders de Bruyn in de tweede helft van de 19e eeuw gas geleverd met de "Hollandsche Gazfabriek" in Amsterdam en hebben zij een bietsuiker fabriek en onderneming opgebouwd in Zevenbergen.

## Enkele Telgen
Dirck de Bruyn (1777-1834), schipper en koopman, schepen van Harmelen, Haanwijk, en Bijleveld (1759 - '62), kerkmr. ald. en schout van Spengen (1766).
- Martinus de Bruyn (1742-1808), koopman, schepen, schout en burgemeester van Kockengen.
  - Cornelis de Bruyn (1777-1834), secretaris van Kockengen, later lid der firma C. de Bruyn & Zn. te Amsterdam. Trouwde in 1800 met Christina Catharina Holtzman op landhuis Oud-over te Loenen.
    - Martinus de Bruyn (1806-1888), lid der firma C. de Bruyn & Zn., trouwde in 1847 met Marie Amélie Georgine Conquéré de Monbrison (1825-1895).
      - Henri Louis de Bruyn (1848-1907), trouwde in 1876 met Catharina Theodora van Braam (1847-1902), kleindochter van VOC koopman Jacob Andries van Braam (1771-1820), kleindochter van minister en luitenant-gouverneur-generaal van Nederlands-Indië Jean Chrétien Baud (1789-1859) en weduwenaar van Joost Godart Baron Taets van Amerongen (1839-1869).
      - Edouard Chrétien Corneille de Bruyn (1849), trouwde in 1879 met Jkvr. Jacoba Frederika Henrietta Tindal (1856) dochter van Jhr. Willem Frederik Tindal (1816-1882), majoor cavalerie, kamerheer des konings. Tevens zuster van Jhr. Hendrik Pieter (Henry) Tindal (1852-1902), oprichter van de Telegraaf en Jkvr. Maria (Mary) Tindal (1849-1932) wie trouwde in 1871 met Gerard Adriaan Heineken (1841-1893), oprichter en president-directeur van Heineken.
      - Jeanne Maria de Bruyn (1850), trouwde in 1847 met Mr. Owen Maurits Blanckenhagen (1847-1911), oud-directeur van een suikeronderneming te Djatie, zoon van Johannes Jacobus Blanckenhagen oprichter van een suikerfabriek in Djatie (1848). Tevens broeder van Charles Blanckenhagen (1855-1921), oprichter van Landgoed Villandry te Nijmegen.
        - Amélie Jeanne Elisabeth Marthe Blanckenhagen (1875-1952), trouwde in 1895 met Alfred Joan Labouchère (1867-1953), Nederlands olympisch schermer.
          - Pierre Cesar Guillaume Labouchére (1909-1972)
            - Martine Labouchére (1936), grootmeesteres onder koningin Beatrix der Nederlanden en koning Willem-Alexander der Nederlanden (1983-2014)

      - Jacqueline Laure Catherine de Bruyn (1858-1893), trouwde in 1883 met Jhr. Leonard Willem de Casembroot (1853-1897), kamerheer in buitengewone dienst, zoon van Jhr. Frans Frederik de Casembroot en Jkvr. Agneta Theodora Johanna van de Poll.
        - Jkvr. Alice Marie de Casembroot (1884-1916), trouwde in 1907 met Louis Anne Labouchére (1865-1936).
          - Laure Henriette Labouchere (1908), trouwde in 1931 met politicus Constant Theodore Emmo graaf van Lynden van Sandenburg (1905-1990) (Opgevolgd als waarnemend burgemeester van Langbroek door A.J. van Dobben de Bruijn.) zoon van Alex van Lynden van Sandenburg, zoon van Constant Théodore van Lynden van Sandenburg.

    - Gerrarda Cornelia de Bruyn (1816), trouwde in 1847 met François Willem Lambert van Eck (1825), notaris, zoon van Mr. Gerard van Eck en Agatha Barones van Haersholte. [Oosterbeek huis Mariëndaal]

  - Jan Wouther de Bruyn (1774-1827), koopman.
    - Jan Carel de Bruyn (1803-1886), bierbrouwer, burgemeester van Kockengen, Veldhuizen en Laag-Nieuwkoop (1850- '66), burgemeester Gerverskop (1850 - '57) en burgemeester Teckop (1848 - '57).
- Jan de Bruijn (1736-1800), schepen (1759 - '74), kaashandelaar.
  - Dirk Hillebrand Jans de Bruijn (1764-1833), kaashandelaar, raadslid en assessor Lange Ruige Weide.
    - Hillebrand Dirk de Bruijn (1811-1890), kaashandelaar, raadslid, assessor en later waarnemend burgemeester van Linschoten.
      - Johanna Cornelia de Bruijn (1844-1924), trouwde in 1873 met Pieter Hendrik Knook (1844-1908), o.a. burgemeester van Linschoten.

    - Jan Willem de Bruijn (1963), fysiotherapeut, bewegingsdeskundige en acupuncturist.